# 166
El 166 (CLXVI) fou un any comú començat en dimarts del calendari julià.

## Esdeveniments
- Luoyang (Xina): l'emperador xinès Liu Hu rep una ambaixada dels coemperadors romans Marc Aureli i Luci Aureli Ver.[1]